# Châu Pha
Châu Pha is een xã in het district Tân Thành, een van de districten in de Vietnamese provincie Bà Rịa-Vũng Tàu.